# Es Baluard
Es Baluard Museu d'Art Modern i Contemporani de Palma, situat a Palma i inaugurat el 30 de gener de 2004, és un museu que disposa d'un fons de més de 700 obres d'art vinculades a artistes de l'àmbit de les Illes i/o de referència internacional.
A més de conservar i difondre la seva Col·lecció, Es Baluard desenvolupa una programació que inclou exposicions temporals, activitats culturals i cicles educatius i de formació. Els principals artistes i moviments relacionats amb les Illes Balears constitueixen un corpus que pren forma des de la primera presentació de la Col·lecció l'any de la seva obertura.
De llavors ençà, el nucli inicial dels fons del museu -format per la donació i el dipòsit d'obres de la Fundació d'Art Serra, juntament amb les obres dipositades per l'Ajuntament de Palma, el Consell de Mallorca i el Govern de les Illes Balears- s'ha incrementat gràcies a l'ingrés d'obra en règim d'adquisició, donació i cessió temporal per part d'artistes, col·leccionistes i entitats.
El director des de març de 2024 és David Barro.

## Història

### El baluard de Sant Pere
Es Baluard Museu d'Art Modern i Contemporani de Palma està ubicat dins el perímetre del baluard de Sant Pere, el qual forma part del recinte murari renaixentista que envoltava la ciutat de Palma fins a principis del s. XX.
La construcció del baluard de Sant Pere data del darrer quart del s. XVI. En aquesta època s'emprèn el reforç dels antics murs medievals amb la realització de noves murades, ideades per l'enginyer italià Giacomo Palearo Fratín. Els seus dissenys s'adapten a les noves necessitats defensives de l'època i concep un recinte murari format per baluards units entre si per llenços de murada. El baluard de Sant Pere destaca per les seves grans dimensions i la seva ubicació estratègica, fins al punt que s'hi instal·larà una de les escoles d'artilleria més prestigioses d'Europa.
El baluard de Sant Pere ha sofert diferents modificacions al llarg dels segles, i així el 1646, sota el mandat de Vicenç Mut (nomenat el 1638 enginyer i sergent major de la fortificació), es modifica l'altura del bastió de Santa Catalina, per igualar-la a la dels bastions d'en Moranta i del Sitjar i poder comunicar-los a través de la murada. Serà durant el segle xviii quan la construcció adoptarà definitivament la forma actual.
El 1952, després de més de tres-cents anys, el baluard de Sant Pere deixarà de tenir ús militar. Uns anys més tard passarà a mans privades. Els nous propietaris projectaran construir edificis a tota la zona i, per això, el 1963 atempten contra la murada amb bombes de calç col·locades estratègicament que aconsegueixen esbucar gran part de la cortina de ponent del baluard. Els ciutadans de Palma no romangueren impassibles davant aquest fet i la seva reacció accelerà la declaració del baluard com a conjunt historicoartístic, i l'Estat en projectà la reconstrucció immediata el 1965.
Després d'aquest incident els terrenys són qualificats d'ús públic i expropiats a finals de la dècada dels vuitanta. El baluard, sense tenir un ús específic, cau en un estat de complet abandó fins que el 1997 aquests terrenys són cedits per l'Ajuntament de Palma per a la construcció d'Es Baluard Museu d'Art Modern i Contemporani de Palma, inaugurat el 30 de gener de 2004.

### L'Aljub

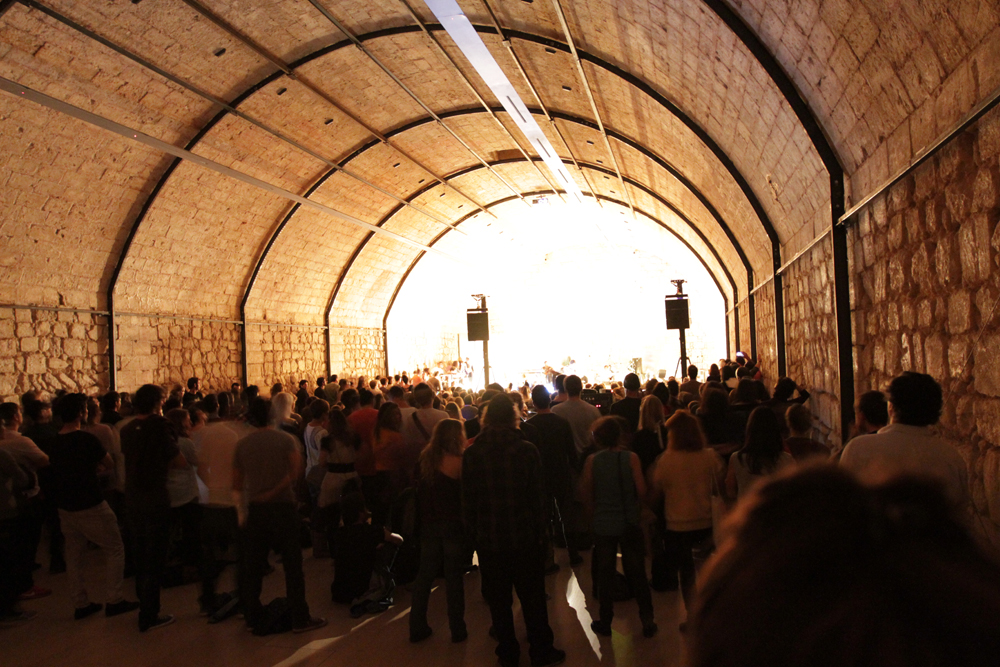
L'Aljub d'Es Baluard durant un concert, l'any 2009. Fotografia: Sandra Almazán

És un antic continent d'aigua dolça, que fou acabat de construir durant la dècada de 1640. Compta amb una tipologia clàssica de planta rectangular, de 353 m², coberta amb una volta de canó rebaixada i obertures per a la seva ventilació. Després de la restauració es poden veure les diferents tècniques constructives aplicades en els seus murs, una de les quals és l'antiquíssima espina de peix.
L'aigua que emmagatzemava servia per subministrar aigua dolça a tot el barri del Puig de Sant Pere i a tots els vaixells que arribaven al port. Aquesta aigua provenia de la font de la Vila, propera a Esporles, entrava a la ciutat per la porta de Santa Margalida i arribava a l'aljub mitjançant una síquia-aqüeducte que passava pels horts d'en Moranta, actual zona del carrer de Bonaire.
Quan el baluard caigué en desús es convertí en un autèntic abocador de fems. Amb la construcció del museu es va redescobrir i recuperar aquest meravellós espai i es va convertir en un recinte més del museu.
Des de la seva inauguració té un ús polivalent: s'ofereix a artistes contemporanis com a continent de les seves instal·lacions, es destina a allotjar exposicions temporals i per la seva magnífica acústica hi tenen lloc concerts i espectacles.

## L'Edifici: delseglexvial XXI

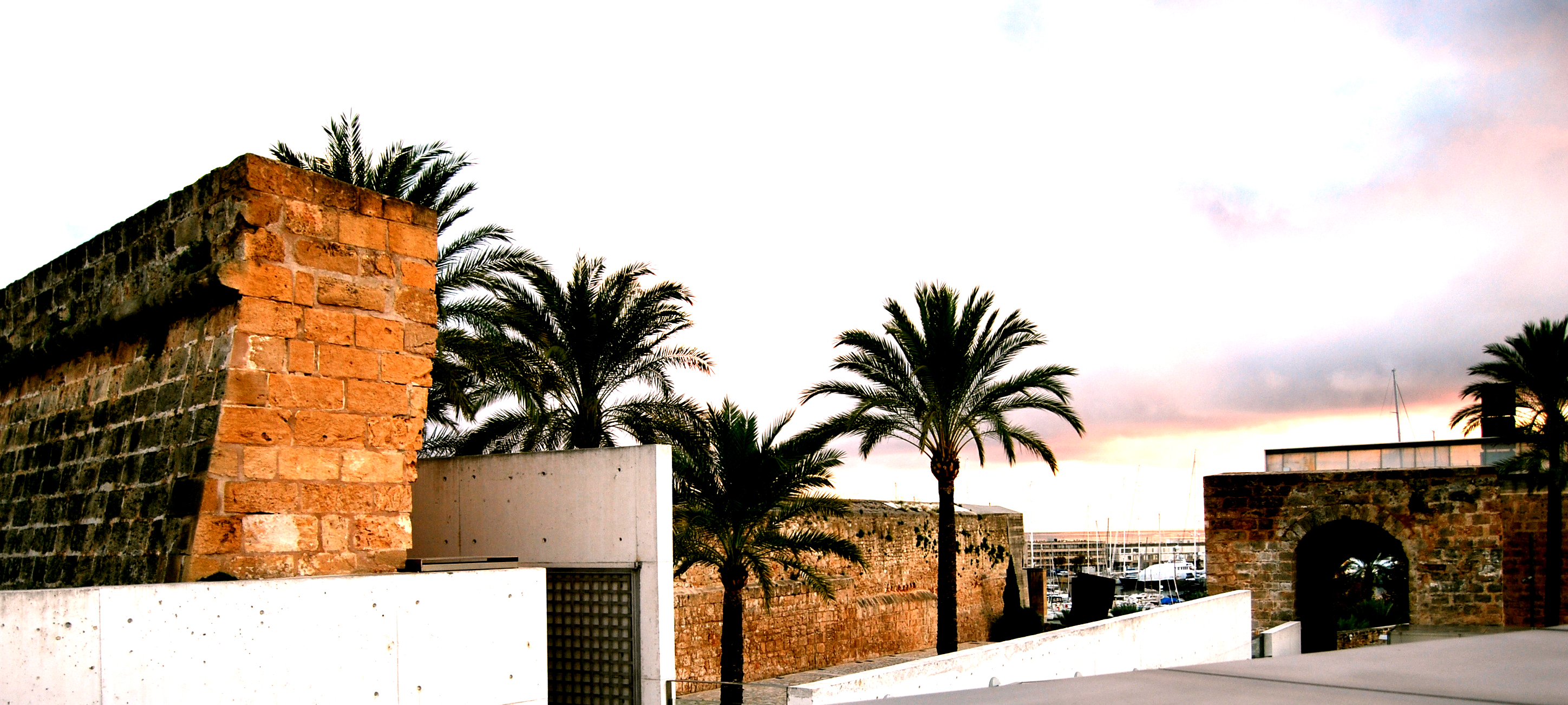
El nou edifici d'Es Baluard s'integra harmònicament amb el baluard renaixentista

El nou edifici s'integra en l'antic baluard renaixentista. L'edifici del segle XXI conviu harmònicament amb el del segle xvi.
L'edifici del museu, definit per línies simples i netes, és del tot respectuós amb l'entorn patrimonial i històric que l'envolta i allotja; s'integra perfectament en el perfil del baluard renaixentista. El diàleg entre l'arquitectura contemporània del nou edifici i l'antiga muralla està present en tot moment i és constant i un se n'adona a mesura que recorre els diferents espais del museu. El projecte pretén ser integrador de la construcció moderna i respectar el patrimoni antic de les muralles; alhora que diferenciador. Per aquest motiu s'han utilitzat materials com el formigó i el vidre, que permeten distingir perfectament les dues tipologies constructives.
L'edifici, dissenyat per Lluís García-Ruiz, Jaume García-Ruiz, Vicente Tomás i Angel Sánchez Cantalejo, té una superfície total de 5.027 m², dels quals 2.500 es destinen a espais expositius. Està dividit en tres plantes que es relacionen amb l'exterior, amb les muralles i entre si mitjançant rampes, claraboies i grans balconades interiors, cercant la idea de carrer interior.
Els espais exteriors són concebuts com llocs d'exposició i passeig, traçant un recorregut pel perímetre de la muralla. El gran aljub es manté també com a espai expositiu, alhora que acull actes diversos en funció de la programació del museu.

## La Col·lecció

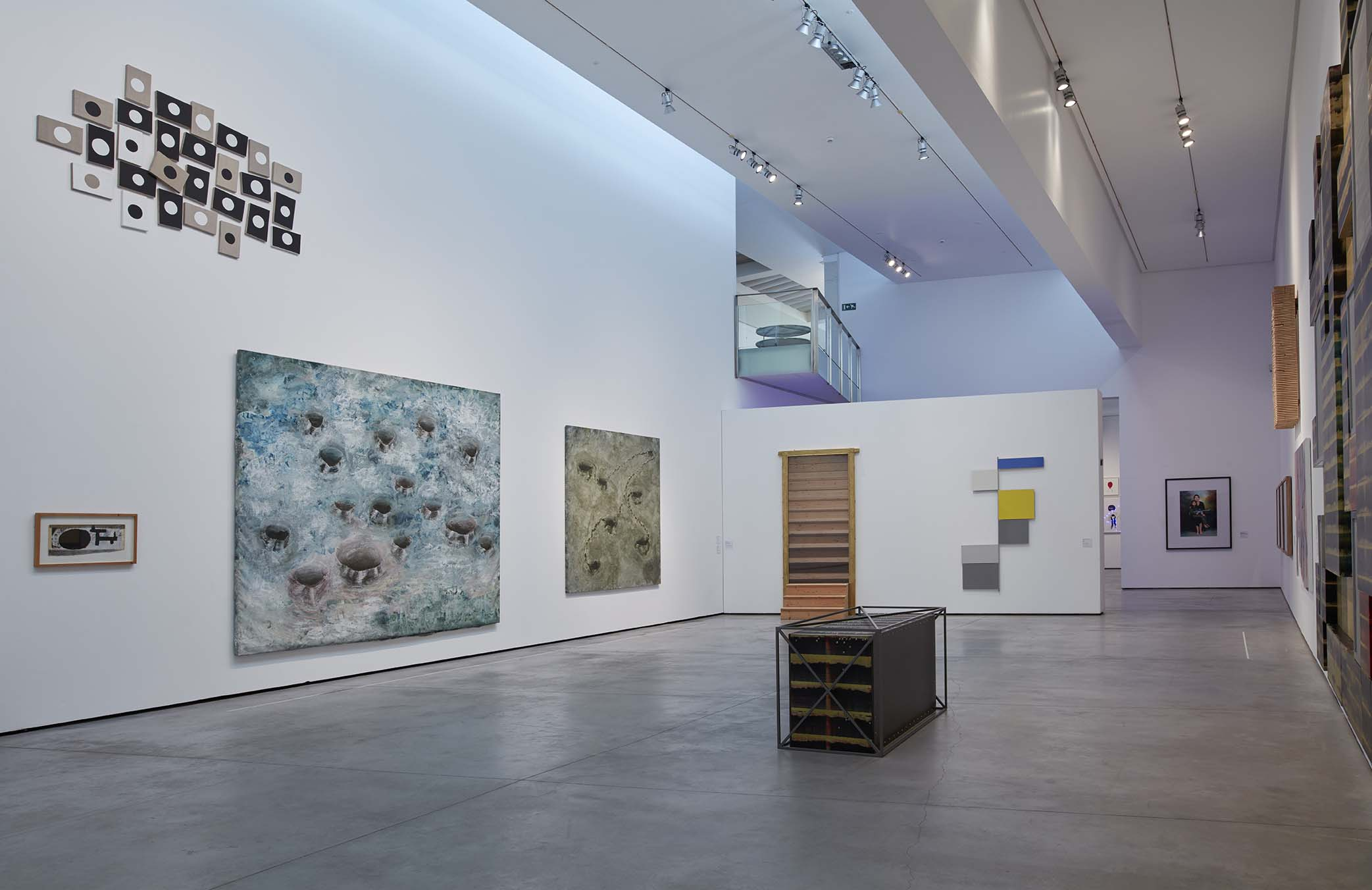
Interior museu Es Baluard

La Col·lecció Es Baluard Museu d'Art Modern i Contemporani de Palma reuneix obres dels principals artistes i moviments que han confluït i conflueixen a les Illes Balears des de finals del segle xix fins a l'actualitat.
S'inicia amb obres del modernisme pictòric i la renovació del gènere del paisatge a l'Estat espanyol, i incideix en la importància de Mallorca en el seu desenvolupament. Joaquim Mir, Santiago Rusiñol, Hermen Anglada-Camarasa, Joaquim Sorolla, Antoni Gelabert i Tito Cittadini són alguns dels artistes clau d'aquest període, situat entre finals del segle xix i la dècada de 1930; al seu costat, dues creadores, Pilar Montaner de Sureda i Norah Borges, vinculades als corrents artístics i literaris de l'època.
Mentrestant, els primers anys del s. XX són testimoni del sorgiment a Europa dels diversos moviments d'avantguarda que es rebel·laren contra l'hegemonia de l'art figuratiu occidental, un estat de crisi cultural que va acréixer després de la Primera Guerra Mundial i que continuà al llarg de les dècades de 1940 i 1950 propugnant el qüestionament de l'objecte artístic. D'entre els artistes representats, cal esmentar María Blanchard, Wifredo Lam, Fernand Léger, André Masson, Roberto Matta, Joan Miró, Robert Motherwell, Jorge Oteiza, Picasso, Juli Ramis i Antoni Tàpies, entre d'altres.
La nova figuració, el pop, el minimalisme o l'art conceptual són només algunes de les tendències sorgides a partir dels anys seixanta, un període en el qual les transformacions socials i culturals se succeeixen i que posteriorment s'etiquetà com a «postmodernista». Erwin Bechtold, Joan Brossa, Erró, Juan Genovés, Hans Hartung, Rebecca Horn, Antoni Miralda, Pablo Palazuelo, Antonio Saura i Rafael Tur Costa, per exemple, antecedeixen la nova generació de pintors de renom: Miquel Barceló, José Manuel Broto, Miguel Ángel Campano, Maria Carbonero, Ramon Canet, Luis Gordillo, Anselm Kiefer o Juan Uslé.
La gran diversitat de llenguatges configura l'escena artística actual, amb creadors com Lida Abdul, Marina Abramović, Pilar Albarracín, Christian Boltanski, Daniel Canogar, Toni Catany, Ñaco Fabré, Mónica Fuster, Alberto García-Alix, Núria Marqués, Jorge Mayet, Joan Morey, Michael Najjar, Marina Núñez, Bernardí Roig, Francisco Ruiz de Infante, Amparo Sard, Antoni Socías i Nicholas Woods, com a exemples d'aquesta evolució de les pràctiques artístiques contemporànies.